# Октябрьский (Глазовский район)
Октя́брьский — село в Глазовском районе Удмуртской республики.
Административный центр муниципального образования «Октябрьское» со статусом сельского поселения.

## География
Село расположено в 12 км юго-восточнее административного центра района — города Глазова. На высоте 155 метров над уровнем моря.
Через Октябрьский проходит старый Сибирский тракт, также село находится в 1 км от дороги регионального значения Р321 «Ижевск — Игра — Глазов».
Улицы
| - ул. Ломоносова, - ул. Мира, - ул. Молодёжная, - ул. Наговицина, - ул. Нагорная, - пер. Новый, - ул. Подлесная, - ул. Полевая, - ул. Пушкина, - ул. Советская, | - ул. Удмуртская, - ул. Центральная, - ул. Чапаева, - ул. Школьная, - Массив N 1, - Массив N 2, - Массив N 3, - Массив N 4, - Массив N 5, - Массив N 6, | - Массив N 7, - Массив N 8, - Массив N 9, - Массив Козий лог, - Массив Нагорная, - Массив Первый лог, - Массив Сады-огороды, - Массив Скотопрогон, - Массив Старый тракт, - Массив Школа |

Ближайшие населённые пункты
- на северо-запад в 2 км деревня Умск;
- на восток в 2 км деревня Омутница;
- на юг в 2 км деревня Якшино.

## История
В январе 1942 года на неплодородных землях колхозов «Путь к коммунизму» и «Выль уж» было организовано подсобное хозяйство «Чепца» глазовского патронного завода. Первое время рабочих размещали в деревне Умск. Параллельно с культивацией новых земель, шло строительство хозяйственной инфраструктуры поселка.
После окончания Великой Отечественной войны на строительство поселка были привлечены заключенные. В конце 1947 года из Поволжья были привезены немецкие семьи, которых в неизвестном направлении тайно вывезли из поселка в одну из ночей 1949 года.
Поселок расположился у оврага, на дне которого бил родник, единственный в то время источник воды. Застройку поселка начали по одну сторону оврага. Выстроили баню, магазин, столярную мастерскую, фермы, овощехранилища, несколько домов. Столовая располагалась в армейской палатке, а медпункт — в низком бараке, в соседних комнатах которого проживали люди. Из Глазова было привезено несколько старых разобранных домов. Первую улицу в поселке назвали Центральной.
В 1950 году в посёлок электрифицировали. Электричество вырабатывал дизельный двигатель. В 1953 году появился водопровод. Началось строительство новой улицы — Овражной, которая позже она стала носить имя В. И. Чапаева. Позднее появились улицы Пушкина, Ломоносова, Мира, Нагорная. С 1955 года строились, в основном, кирпичные здания. Были построены клуб, медпункт, баня и магазин. Был поставлен памятник И. А. Наговицыну, в честь которого была названа ещё одна благоустроенная улица. В 1957 году на базе патронного завода был создан Чепецкий механический завод. А в мае на землях подсобного хозяйства и вошедшего в его состав колхоза «Выль Уж» образован совхоз «40 лет Октября». В совхоз вошли деревни Омутница, Якшино, Савапи. Поселок получил название Октябрьский.
В 1962-1963 годах были построены первые благоустроенные каменные многоквартирные дома, а также оборудована центральная котельная.
В феврале 1976 года совхоз «40 лет Октября» укрупнился за счет земель и имущества колхоза «Родина». В составе колхоза «Родина» к совхозу отошли деревни Трубашур, Гондырево, Покровка, Емельяновка, Сепыч, Котнырево. Совхоз «40 лет Октября» переименован в совхоз «Октябрьский». Период 70х-80х годов стал наиболее интенсивным периодом развития посёлка, были застроены улицы Школьная, Полевая, Советская, переулок Новый.
После распада СССР появились улица Удмуртская и Подлесная, полностью застроенные частными домами. С 2010 года после череды передач с баланса на баланс ООО «Октябрьский» вошло в состав сельхозпредприятий Глазовского района. С недавнего времени посёлок переименован в сельское поселение, тем самым превратившись в своём официальном названии в «смысловую кляксу» — село Октябрьский.

## Население
| 2010 | 2012  |
| ---- | ----- |
| 1254 | ↗1271 |

## Транспорт
Основное транспортное сообщение села осуществляется через трассу Р321. Основная масса дорог в селе из бетонных плит, остальные преимущественно грунтовые. Имеется рейсовое автобусное сообщение с районным центром Глазов.
Маршруты:
- Глазов — Октябрьский;
- Глазов — Октябрьский — Трубашур.

В 2 км на восток от села по старому Сибирскому тракту находится остановочный пункт «Остановочный пункт 1177 км» Горьковской железной дороги РЖД с перроном — остановка пассажирских пригородных поездов, курсирующих между поселками Яр и Балезино (до 2013 года осуществлялось прямое сообщение Киров — Балезино). С 20 января по 17 ноября 2014 года пригородного сообщения на участке между Глазовом и Балезино не осуществлялось.
В 2015 году курсировали 4 пригородных поезда в сутки (поезда № 6401, 6402, 6403, 6410), делающие остановку в «Остановочном пункте 1177 км», — 2 поезда в сторону Яра и 2 — в сторону Балезино.

## Люди, связанные с Октябрьским
- Иосиф Алексеевич Наговицын (1888—1937) — советский государственный деятель, родился в соседней деревне Омутница

## Топографические карты
- Лист карты O-39-XVII Глазов. Масштаб: 1 : 200 000. Состояние местности на 1984 год. Издание 1993 г.

## Галерея
- Памятник Иосифу Наговицыну в Октябрьском
- Октябрьская средняя общеобразовательная школа
- Мемориал павшим в Великую Отечественную войну.
- Здание амбулатории
- Здание детского сада «Петушок»
- Дом культуры
- Центральная площадь села и здание библиотеки
- Улица Школьная